# 薩伏依伯國
萨伏依伯国（法語：Comté de Savoie）是神圣罗马帝国的一个邦国，在11世纪勃艮第王国崩溃后，它与瑞士的自由公社一同诞生。

## 歷史
薩波迪亞是萊芒湖，以南、自隆河一直延伸到阿爾卑斯山西部的部分。從西元9世纪中葉起，薩波迪亞一直屬於上勃根地的一部分，並由博索尼德王朝公爵胡克貝特统治。薩波迪亞與勃根地的自由領（今天的弗朗什-孔泰）合併。

薩伏伊早期的徽章

1003年，「白手」翁貝托一世被勃根地的鲁道夫三世立為伯爵。他支持亨利二世的繼承權利，並以坎特伯雷的安瑟莫的死亡為因，從主教手上篡奪奧斯塔伯國。在他對康拉德二世在魯道夫的死亡後割讓阿尔勒表達支持後，他鎮壓了厄德二世和伯查德主教，他還獲得莫里耶讷伯国（原為維埃納省的總主教所管轄）與穆捷大主教所掌管的沙布萊和塔朗泰斯領地。
雖然阿爾勒王国依舊是名義上屬於神聖羅馬帝國的王國，翁貝托的後裔（即後來的薩伏依家族）仍然以伯國的地位維持獨立。西元1046年，厄德與蘇薩侯爵乌尔里克·曼弗雷德二世的女儿阿德莱德結婚。阿得雷德優先其他兄弟與親屬繼承了其父的領地，厄德藉此控制了都灵藩侯国的廣大地區，並且藉由自己從兄長那裡繼承的領地而統一了薩伏依。

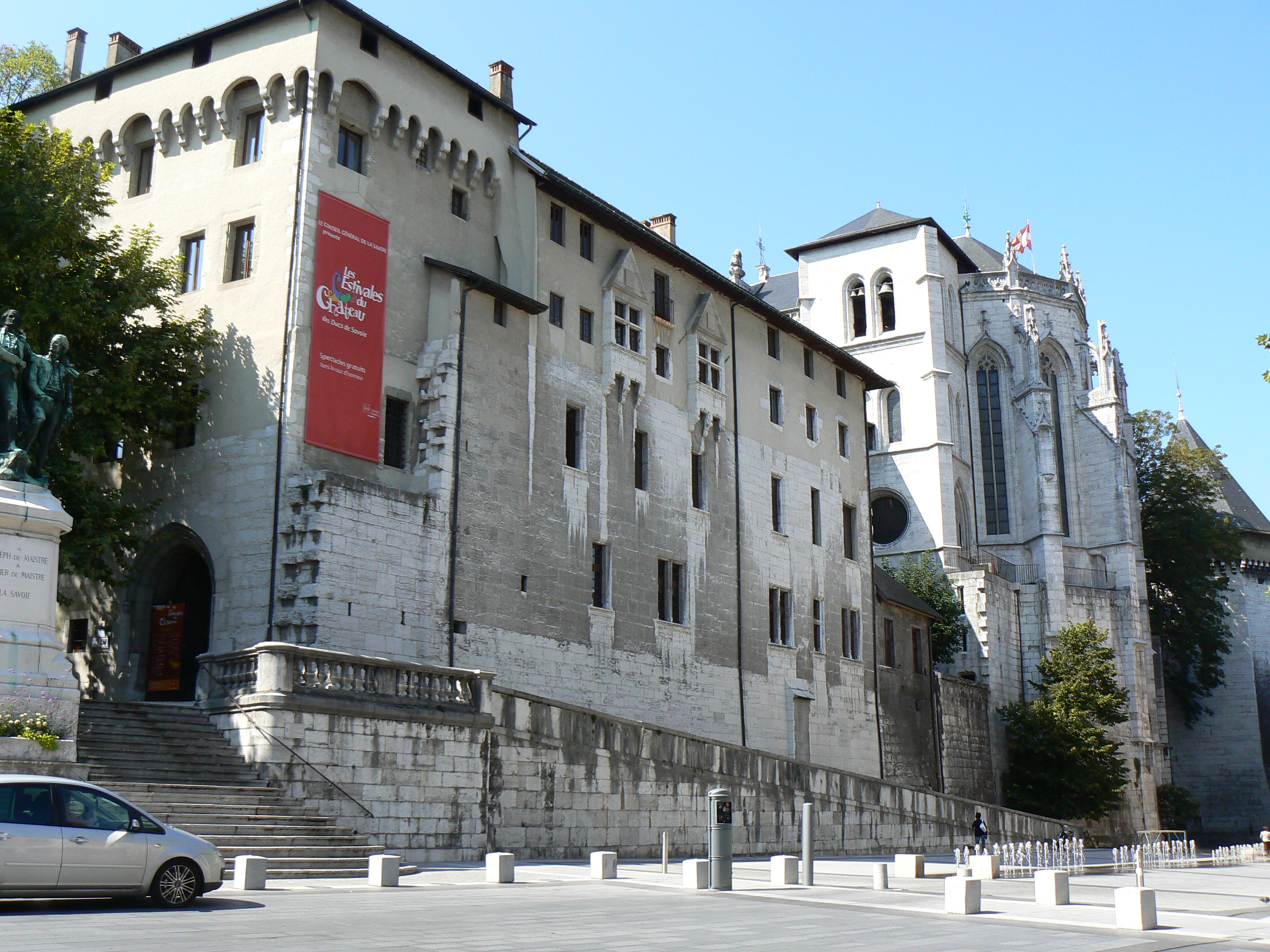
香貝里城堡

此時，薩伏依伯國持續進行擴張。西元1218年，薩伏依自哲林根王朝處繼承了沃州北方、日內瓦湖附近的土地。1220年，薩伏依伯爵托馬索一世佔領了皮内羅洛鎮和香貝里(後來薩伏依的首都)。西元1240年，托馬斯的小兒子彼得羅二世被其外甥女婿英王亨利三世邀請至英格蘭（因亨利三世與普羅旺斯的埃莉諾結婚，後者為拉蒙·貝倫格爾四世與亨利之妹萨伏依的贝亚特丽斯的次女）。彼得被任命為五港總督和里奇蒙伯爵。此外，彼得羅也在倫敦建立了薩伏依宮。
1313年，薩伏依伯爵阿梅迪奧五世受神聖羅馬帝國皇帝亨利七世宣告成為皇帝的直轄領地，並在1349年轉移多菲内給未來的法王查理五世與在1365年指派薩伏依伯爵阿梅迪奥六世為阿爾勒的教區代理主教後，勃根地王國不再擁有全部的直接統治權。
阿梅迪奥七世於1388年透過收購尼斯伯國獲得了通往地中海的通道。其子阿梅迪奥八世於1401年買下日內瓦伯國。1416年，神聖羅馬帝國皇帝西吉斯蒙德終於將薩伏依自伯國升格为萨伏依公国。

## 延伸閱讀
- Taylor, A.J. and Lewis is Savoy. "A Letter from Lewis of Savoy to Edward I" The English Historical Review, Vol. 68, No. 266 (Jan., 1953), 56–6  （页面存档备份，存于）